# 춘천시·춘성군·철원군·화천군·양구군
춘천시·춘성군·철원군·화천군·양구군은 대한민국의 옛 국회의원 선거구이다. 당시 강원도 춘천시, 춘성군, 철원군, 화천군, 양구군 지역을 관할했다.

## 역사
제9대 국회의원 선거를 앞두고 춘천시·춘성군 선거구와 철원군·화천군·양구군 선거구가 통합되면서 신설되었다.
제11대 국회의원 선거를 앞두고 양구군이 신설되는 속초시·양구군·인제군·고성군 선거구로 편입되었으며 남은 춘천시, 춘성군, 철원군, 화천군 지역이 춘천시·춘성군·철원군·화천군 선거구를 구성하게 됨에 따라 폐지되었다.

## 역대 국회의원
| 선거   | 정당 | 정당       | 1위 의원 | 정당 | 정당   | 2위 의원 |
| ------ | ---- | ---------- | -------- | ---- | ------ | -------- |
| 1973년 |      | 민주공화당 | 손승덕   |      | 무소속 | 홍창섭   |
| 1978년 |      | 민주공화당 | 손승덕   |      | 신민당 | 김준섭   |

## 역대 선거 결과

### 대한민국 제9대 국회의원 선거
|  | 36.64% |

|  | 21.65% |

|  | 16.42% |

|  | 14.39% |

|  | 6.04% |

|  | 4.82% |

### 대한민국 제10대 국회의원 선거
|  | 30.50% |

|  | 30.18% |

|  | 19.05% |

|  | 10.07% |

|  | 4.40% |

|  | 3.51% |

|  | 2.26% |

## 같이 보기
- 춘천시의 국회의원
- 철원군의 국회의원
- 화천군의 국회의원
- 양구군의 국회의원